# پرچم برونئی
پرچم برونئی برای اولین بار در ۱۹۴۰ به رسمیت شناخته شد. به‌عنوان پرچم غیر نظامی و پرچم استان و نشان غیر نظامی شناخته می‌شود و همچنین دارای تناسب ۲:۳ می‌باشد. ترکیب رنگ این پرچم از سفید و زرد و مشکی به صورت اریب می‌باشد.